# Fors (Deux-Sèvres)
Pour les articles homonymes, voir Fors.
Fors est une commune du centre-ouest de la France située dans le département des Deux-Sèvres en région Nouvelle-Aquitaine. Ses habitants sont les Forsitains.

## Géographie

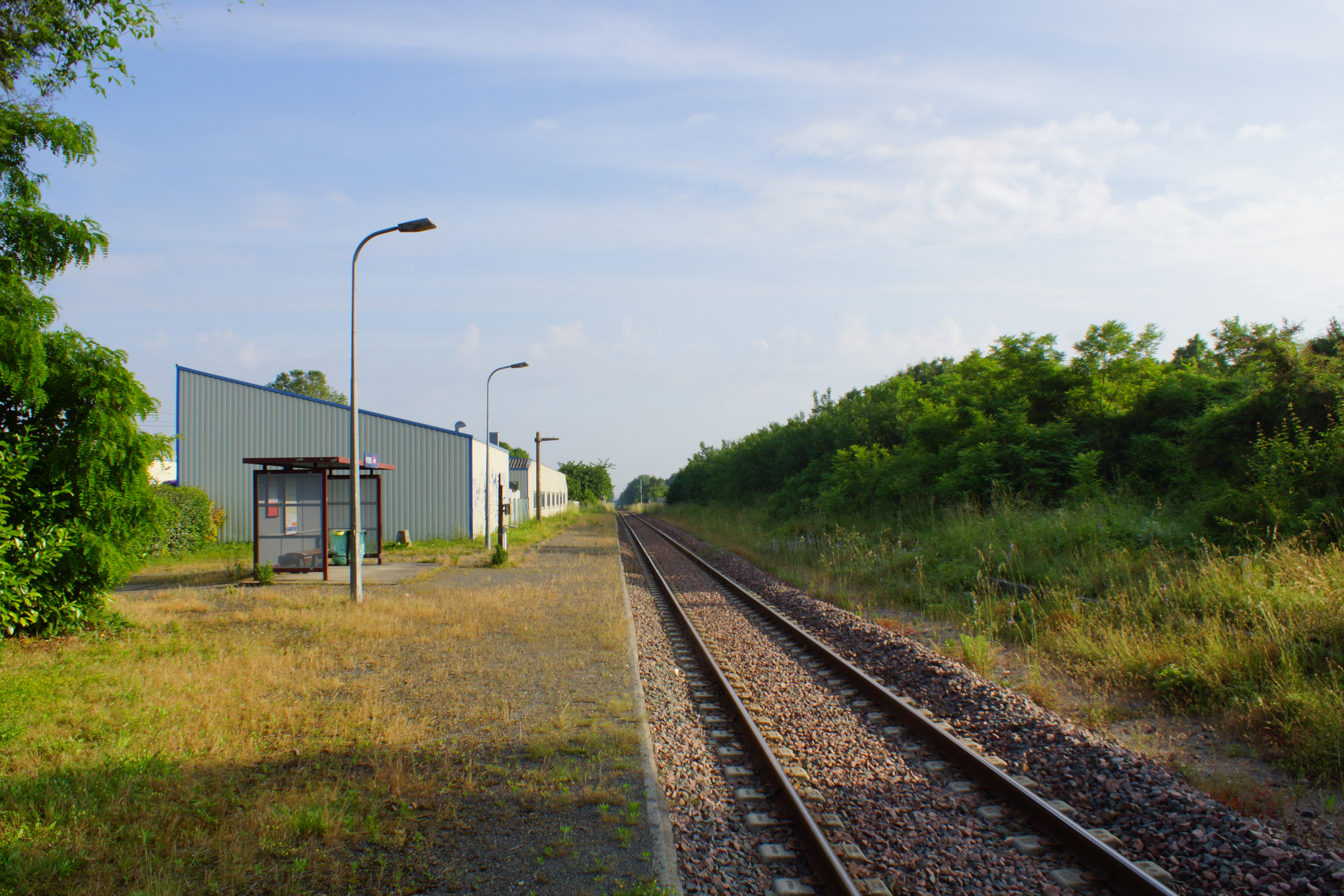
La gare de Fors.

Fors est située à 12 km au sud de Niort, la préfecture des Deux-Sèvres.
L'habitat y est principalement concentré autour de deux pôles : le village de Fors proprement dit, et le hameau des Sanguinières au nord-ouest. Le reste du territoire communal est essentiellement composé de parcelles agricoles.
L'autoroute A10 traverse l'ouest de la commune sans la desservir ; les routes qui desservent Fors relèvent des voiries départementale et communale. Une halte SNCF sur la ligne de Chartres à Bordeaux-Saint-Jean assure une desserte ferroviaire.

### Climat
Pour des articles plus généraux, voir Climat de la Nouvelle-Aquitaine et Climat des Deux-Sèvres.
Historiquement, la commune est exposée à un climat océanique du nord-ouest.  
En 2020, Météo-France publie une typologie des climats de la France métropolitaine dans laquelle la commune est exposée à un climat océanique et est dans la région climatique  Poitou-Charentes, caractérisée par un bon ensoleillement, particulièrement en été et des vents modérés.
Pour la période 1971-2000, la température annuelle moyenne est de 12,2 °C, avec une amplitude thermique annuelle de 14,5 °C. Le cumul annuel moyen de précipitations est de 854 mm, avec 12,5 jours de précipitations en janvier et 7 jours en juillet. Pour la période 1991-2020, la température moyenne annuelle observée sur la station météorologique la plus proche, située sur la commune de Niort à 11 km à vol d'oiseau, est de 12,8 °C et le cumul annuel moyen de précipitations est de 846,6 mm,. Pour l'avenir, les paramètres climatiques de la commune estimés pour 2050 selon différents scénarios d’émission de gaz à effet de serre sont consultables sur un site dédié publié par Météo-France en novembre 2022.

## Urbanisme

### Typologie
Au 1er janvier 2024, Fors est catégorisée bourg rural, selon la nouvelle grille communale de densité à sept niveaux définie par l'Insee en 2022.
Elle est située hors unité urbaine. Par ailleurs la commune fait partie de l'aire d'attraction de Niort, dont elle est une commune de la couronne,. Cette aire, qui regroupe 91 communes, est catégorisée dans les aires de 50 000 à moins de 200 000 habitants,.

### Occupation des sols
L'occupation des sols de la commune, telle qu'elle ressort de la base de données européenne d’occupation biophysique des sols Corine Land Cover (CLC), est marquée par l'importance des territoires agricoles (91,4 % en 2018), en diminution par rapport à 1990 (95,3 %). La répartition détaillée en 2018 est la suivante : 
terres arables (81,4 %), prairies (10 %), zones urbanisées (8,6 %). L'évolution de l’occupation des sols de la commune et de ses infrastructures peut être observée sur les différentes représentations cartographiques du territoire : la carte de Cassini (XVIIIe siècle), la carte d'état-major (1820-1866) et les cartes ou photos aériennes de l'IGN pour la période actuelle (1950 à aujourd'hui).

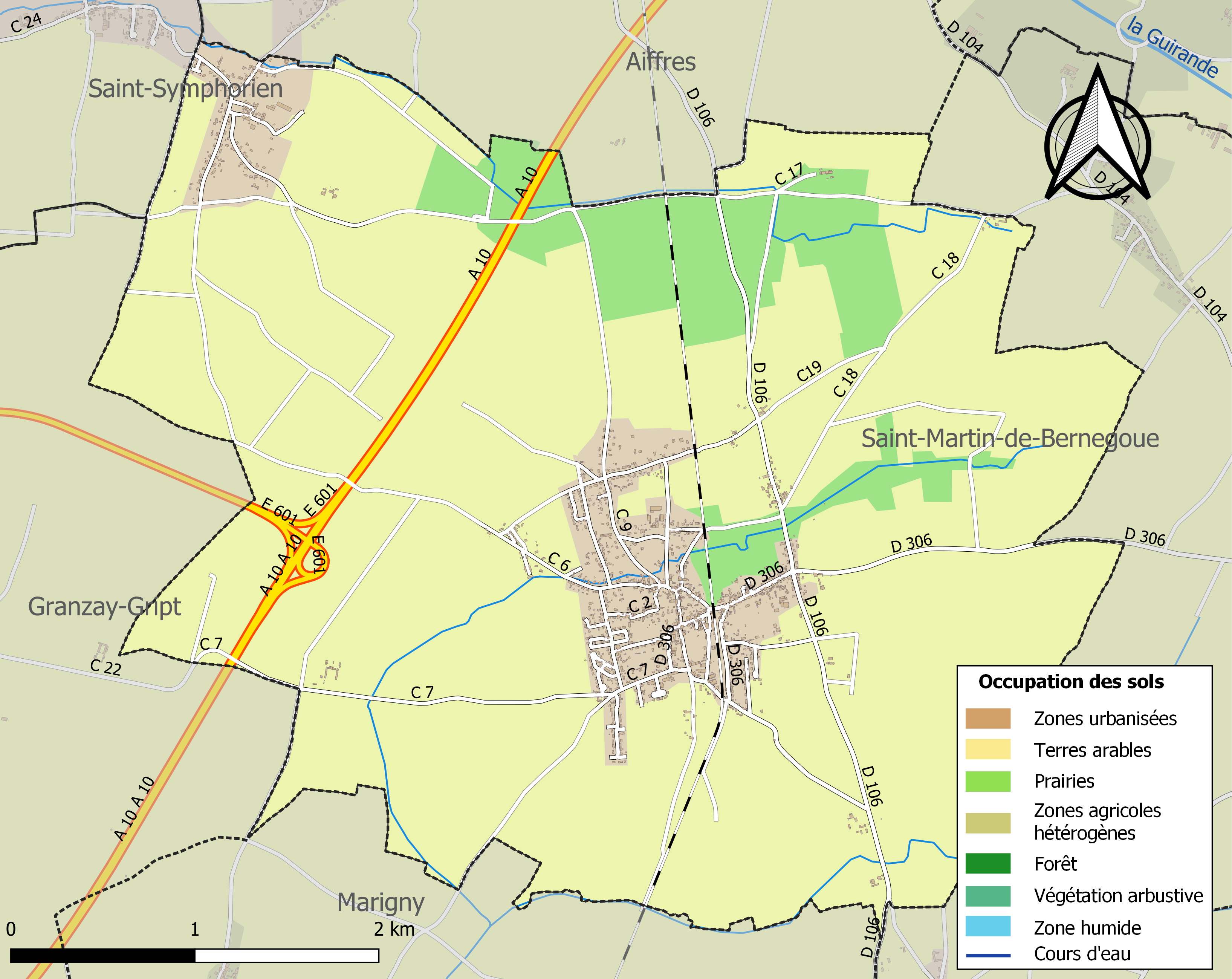
Carte des infrastructures et de l'occupation des sols de la commune en 2018 (CLC).

### Risques majeurs
Le territoire de la commune de Fors est vulnérable à différents aléas naturels : météorologiques (tempête, orage, neige, grand froid, canicule ou sécheresse), inondations, mouvements de terrains et séisme (sismicité modérée). Il est également exposé à un risque technologique,  le transport de matières dangereuses. Un site publié par le BRGM permet d'évaluer simplement et rapidement les risques d'un bien localisé soit par son adresse soit par le numéro de sa parcelle.

#### Risques naturels
Certaines parties du territoire communal sont susceptibles d’être affectées par le risque d’inondation par débordement de cours d'eau. La commune a été reconnue en état de catastrophe naturelle au titre des dommages causés par les inondations et coulées de boue survenues en 1982, 1983, 1993, 1999 et 2010,.

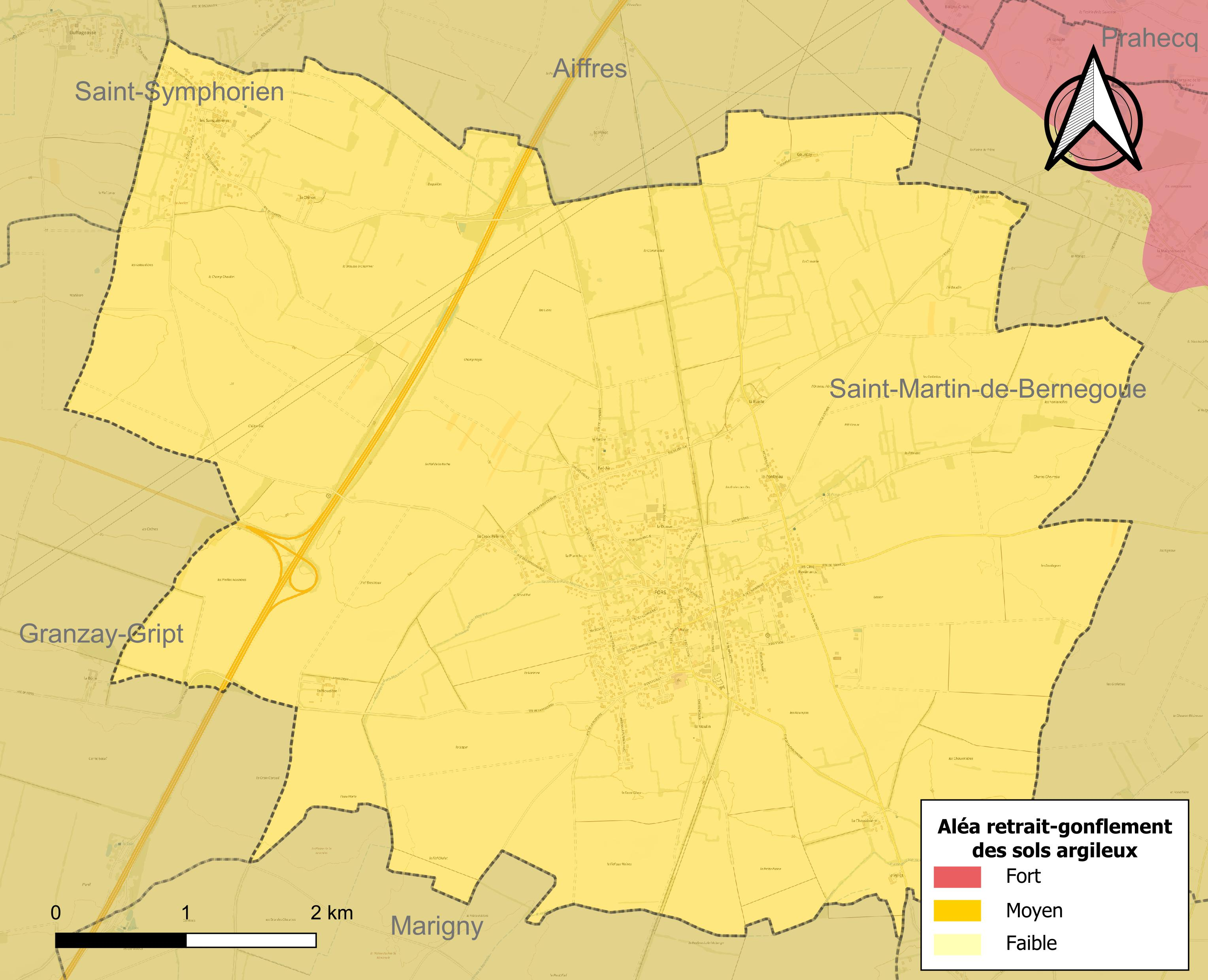
Carte des zones d'aléa retrait-gonflement des sols argileux de Fors.

Les mouvements de terrains susceptibles de se produire sur la commune sont des tassements différentiels. Le retrait-gonflement des sols argileux est susceptible d'engendrer des dommages importants aux bâtiments en cas d’alternance de périodes de sécheresse et de pluie. La totalité de la commune est en aléa moyen ou fort (54,9 % au niveau départemental et 48,5 % au niveau national). Depuis le 1er octobre 2020, en application de la loi ELAN, différentes contraintes s'imposent aux vendeurs, maîtres d'ouvrages ou constructeurs de biens situés dans une zone classée en aléa moyen ou fort,.
La commune a été reconnue en état de catastrophe naturelle au titre des dommages causés par la sécheresse en 2003, 2005 et 2017 et par des mouvements de terrain en 1999 et 2010.

## Histoire
Le nom du village est le même depuis 1243, les origines seraient gallo-romaines (ex-foris : « en dehors » de la cité).
À cette époque, il y a 11 métairies qui forment des petits quartiers (la Nouzière, la Chamerie).
Il y a une forteresse depuis 1099.
Il y a principalement trois familles qui ont régné sur Fors :
- Les VIVONNE : jusqu’en 1494.
- Les POUSSARD : 1494-1663.

Anne Poussard était la première maîtresse de François Ier. Il édifia un château magnifique pour elle, en lieu et place de la forteresse. Taille du château : 30 m de long sur 30 m  de large, une façade de 10 m de haut. (Environ la moitié d’un petit terrain de foot).
À sa mort, Jean son fils sera seigneur de Fors.
Charles, le petit-fils de François Ier, sera vice-amiral des côtes de Normandie (il meurt à 80 ans en 1584).
Entre 1663 et 1686, il y a une procédure judiciaire pour connaître le droit du sang sur le château.
- Les MABOUL : (1686-1776)

Les premiers de la famille a régner sur Fors sont Anne Catheu (morte à 91 ans) et Louis Maboul 2e du nom.
Jacques Maboul, le frère de Louis, est nommé évêque d’Arles en 1708, et fit l’oraison de Louis XIV en 1715.
Louis François Maboul, fils de Anne Catheu sera maître des requêtes en 1728 à Versailles, à la cour du roi.
À cette époque, il y a 37 métairies à Fors.
Donc, en 1686, Louis 2e du nom hérite du château, il y fera des travaux jusqu’en 1716. Il conserve l’architecture principale et ajoute des toits en ardoise (en mansardes), une grande avenue de 1 km de long, 2 cours. Il achète une trentaine de villas autour du château qu’il fait détruire pour faire des avenues de marronniers. Le périmètre de château allait jusqu’à l’actuelle église. Louis meurt en 1721.

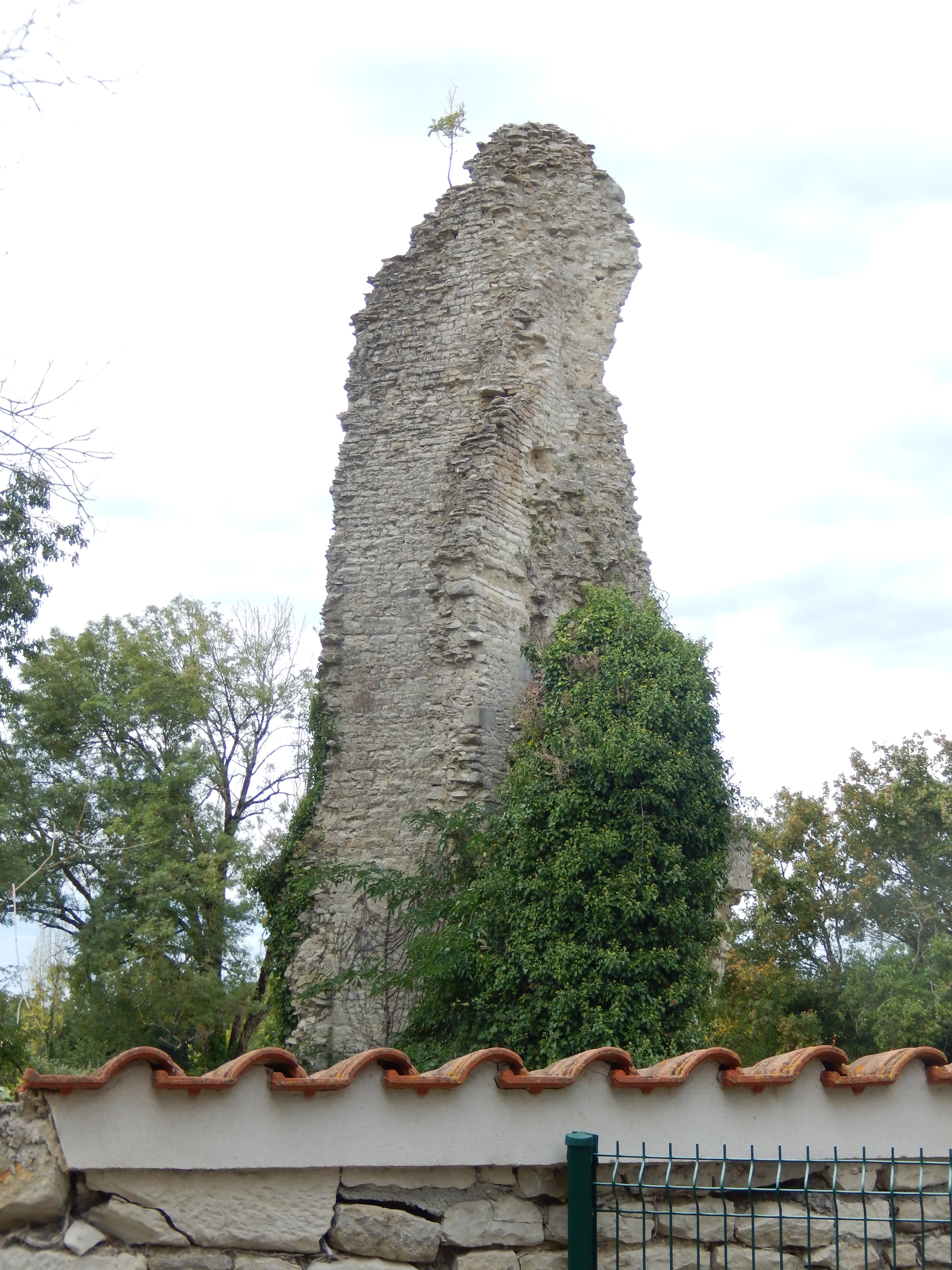
Une ruine du château de Fors.

En 1725, Anne Marie Louise Maboul, fille de Louis, épouse Jean Emmanuel de Crussol.
Après la mort du dernier Crussol, au début du XVIIIe siècle, le château est entre deux lignées. Il revient à Philippe Xavier de la Rochebrochard. En 1815, il y a un retour des Bourbons à la chute de Napoléon Ier. Par peur de devoir rendre le château, il préfère le détruire.
Les ruines seront achetées par M. Arnault, qui les cédera à M. Robelin en 1884. Celui-ci se servira des ruines pour construire sa maison (en face de l’actuelle mairie). D’ailleurs, plusieurs maisons ont été faites avec les pierres du château à cet endroit. Le reste sera pillé (ex de la maison de Prahecq avec la salamandre du château).

## Politique et administration

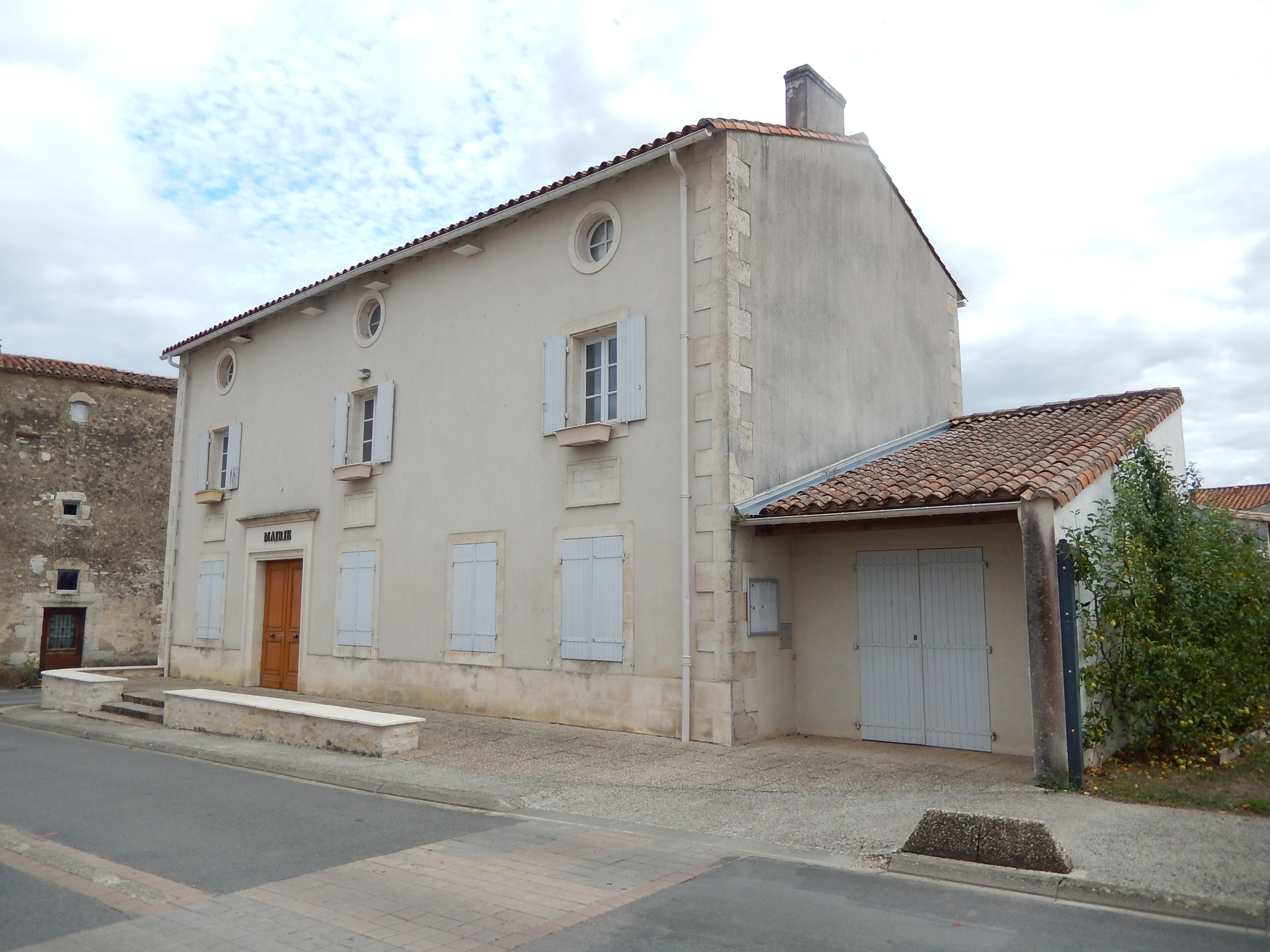
La mairie de Fors.

| Période    | Période    | Identité               | Étiquette | Qualité                                                                     |
| ---------- | ---------- | ---------------------- | --------- | --------------------------------------------------------------------------- |
| 20/07/1852 | xx/09/1870 | Louis Bordier          |           |                                                                             |
| 20/09/1870 | 07/05/1871 | Brault (Mangou)        |           |                                                                             |
| 07/05/1871 | 07/03/1874 | Louis Bordier          |           |                                                                             |
| 07/03/1874 |            | Louis Bordier          |           | )                                                                           |
| 13/02/1894 | 07/05/1904 | Gautier Moreau         |           |                                                                             |
| 08/05/1904 | 11/11/1904 | François Gautier       |           |                                                                             |
| 11/11/1904 | 16/05/1908 | René Girard Papineau   |           |                                                                             |
| 17/05/1908 | 1re Guerre | Ernest Albert          |           |                                                                             |
| 1re Guerre | 1re Guerre | Ernest Albert          |           |                                                                             |
| 1re Guerre | 1re Guerre | Louis Brault           |           |                                                                             |
| 1re Guerre | 1re Guerre | Guilloteau Brault      |           |                                                                             |
| 10/12/1919 | 16/05/1925 | Georges Lefèvre v      |           |                                                                             |
| 17/05/1925 | 25/12/1937 | Louis Girard           |           |                                                                             |
| 26/12/1937 | 30/10/1947 | Ernest Brault          |           |                                                                             |
| 31/10/1947 | 02/06/1949 | Abel Babin             |           |                                                                             |
| 03/06/1949 | 24/03/1977 | Marcel Poirault        |           |                                                                             |
| 25/03/1977 | 10/03/2001 | Rémi Chauveau          |           |                                                                             |
| 17/03/2001 | 15/03/2008 | Michel Brault          |           |                                                                             |
| 03/06/1949 | 24/03/1977 | Marcel Poirault        |           |                                                                             |
| 25/03/1977 | 10/03/2001 | Rémi Chauveau          |           |                                                                             |
| 17/03/2001 | 15/03/2008 | Michel Brault          |           |                                                                             |
| 15/03/2008 | 29/03/2014 | Alain Fort             |           |                                                                             |
| 29/03/2014 | 25/05/2020 | Mme Dominique Pougnard | DVG       | Conseillère départementale du canton de Frontenay-Rohan-Rohan (depuis 2015) |
| 25/05/2020 | En cours   | Alain Canteau          |           |                                                                             |

## Population et société

### Démographie
À partir du XXIe siècle, les recensements réels des communes de moins de 10 000 habitants ont lieu tous les cinq ans. Pour Fors, cela correspond à 2008, 2013, 2018, etc. Les autres dates de « recensements » (2006, 2009, etc.) sont des estimations légales.
| 1793 | 1800 | 1806 | 1821 | 1831 | 1836 | 1841 | 1846 | 1851 |
| ---- | ---- | ---- | ---- | ---- | ---- | ---- | ---- | ---- |
| 586  | 565  | 639  | 756  | 806  | 743  | 740  | 810  | 809  |

| 1856 | 1861 | 1866 | 1872 | 1876 | 1881 | 1886 | 1891 | 1896 |
| ---- | ---- | ---- | ---- | ---- | ---- | ---- | ---- | ---- |
| 840  | 817  | 807  | 792  | 825  | 849  | 712  | 690  | 761  |

| 1901 | 1906 | 1911 | 1921 | 1926 | 1931 | 1936 | 1946 | 1954 |
| ---- | ---- | ---- | ---- | ---- | ---- | ---- | ---- | ---- |
| 716  | 746  | 755  | 755  | 748  | 718  | 709  | 716  | 749  |

| 1962 | 1968 | 1975 | 1982  | 1990  | 1999  | 2006  | 2008  | 2013  |
| ---- | ---- | ---- | ----- | ----- | ----- | ----- | ----- | ----- |
| 724  | 731  | 819  | 1 296 | 1 406 | 1 347 | 1 577 | 1 643 | 1 774 |

| 2018  | 2022  | - | - | - | - | - | - | - |
| ----- | ----- | - | - | - | - | - | - | - |
| 1 802 | 1 812 | - | - | - | - | - | - | - |

## Culture locale et patrimoine

### Lieux et monuments
- Le champ de foire :il a toujours existé depuis Saint Louis au XIIIe siècle[réf. nécessaire]. Il donnait lieu à au moins deux foires par an jusqu’au début du XXe siècle.
- La mairie : en 1855, il y a l’achat d’une maison qui servira d’école et de mairie (en face du bureau de tabac). En 1923, la mairie achète la maison en face de chez Robelin, qui sera l’actuelle mairie et qui servira toujours d’école.
- Ancien bar, maison avec sol en terre, l’ancienne poste et le presbytère.
- Le presbytère : construit en 1860, il servira de logement et de bureau administratif au curé.
- Fromagerie Hetel : créée en 1947 à la place de l’ancienne distillerie par M. Lestel et Mme Spangenberg.
- L’église Notre-Dame date du XIIe siècle et dépendait de l’abbé de Bourges. Elle fut détruite pendant la guerre de Religions (fin du XVIe siècle) puis restaurée. Les deux travées de la nef ont été inscrites au titre des monuments historiques en 1989[23].
- La cloche : cette vieille cloche avait été fondue le 23 mai 1881 au Mans, son poids était de 206 kilos. Les parrains et marraines, dont les noms se retrouvent gravés sur le métal, sont en général les donateurs des cloches. Sur cette cloche, le fondeur Bollée avait inscrit dans le métal : j’ai été bénite en 1881, M. Morisset étant alors curé de FORS. ADELINE est mon nom, j’ai eu pour parrain M. Charles ARNAUD propriétaire à la Chauvinière et ma marraine a été Adeline ARNAUD née BRAULT.
Cette cloche sera refondue en 2011, avec la volonté de conserver l’histoire du patrimoine et donc de se rapprocher au plus près de la copie de la cloche de 1881. Le tout pour un montant de 11 299,12 € TTC. Les mêmes inscriptions y figurent avec simplement l'ajout de : refondue en l’an 2011 par Bollée fondeur à ORLEANS. La bénédiction de cette nouvelle cloche se fera en l’église Notre Dame de Fors le 23 octobre 2011.
- Les fresques à l’intérieur de l’église seront découvertes en 1923.
- L’école : les premières traces d’école date de la fin du XVIIIe siècle, où elle était faite par le concierge régisseur du château, Geoffroy dit le bBoîteux-Grenotton.
- Une statue de la Vierge à l'Enfant, au bord de la route de Prahecq.
- Plusieurs puits.
- Quelques ruines du château, encore visibles.

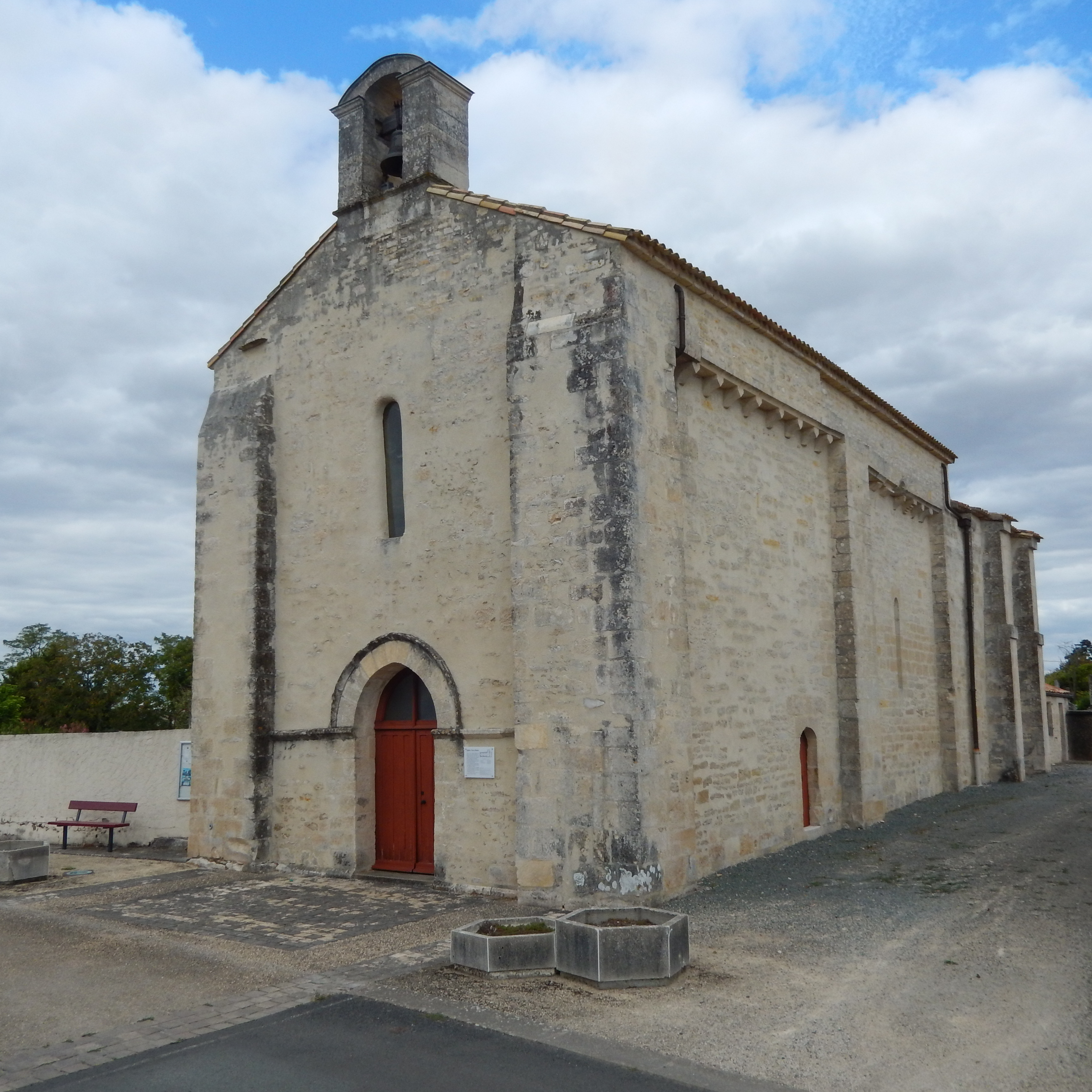
L'église Notre-Dame.
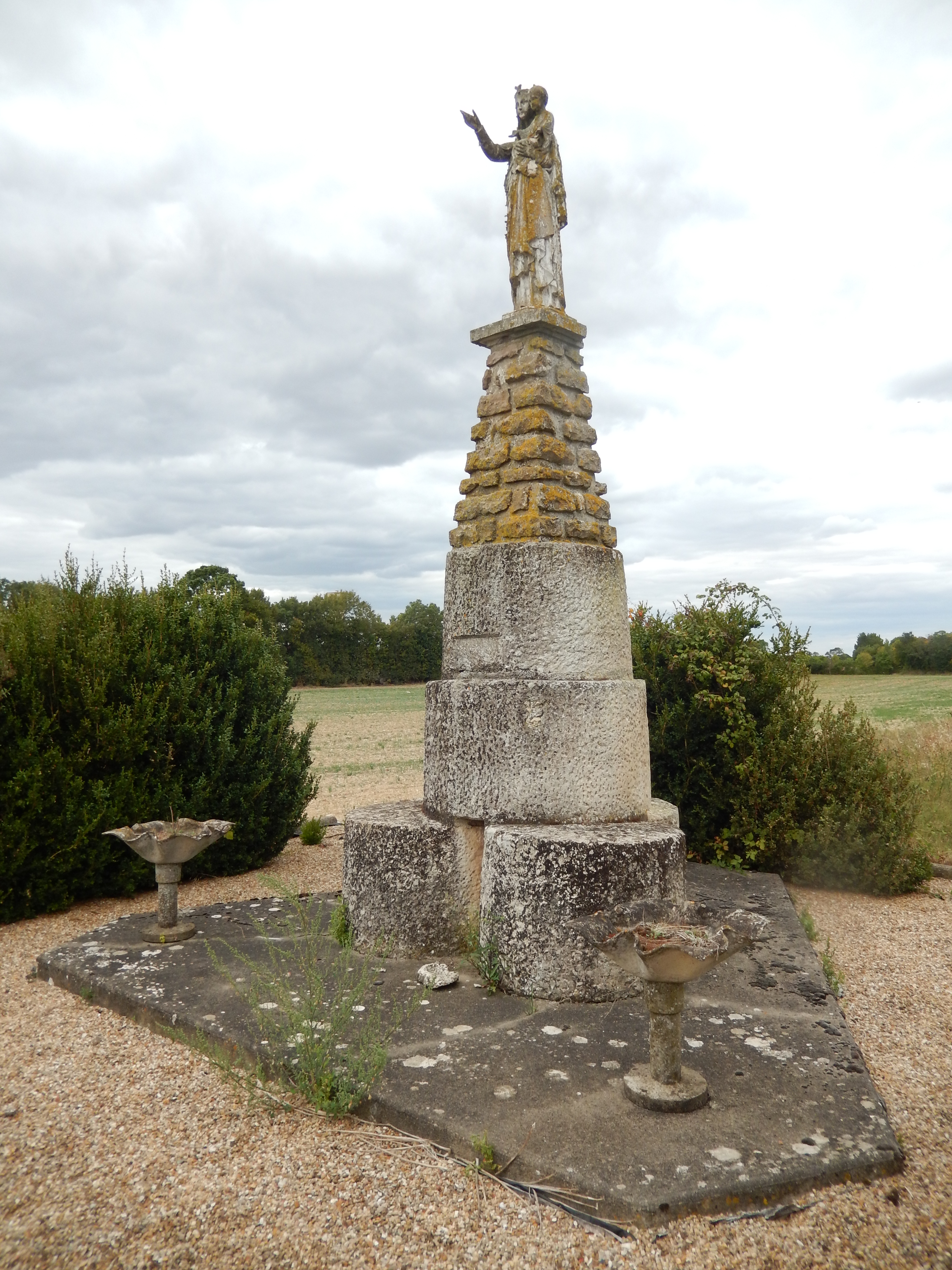
La statue de la Vierge à l'Enfant.
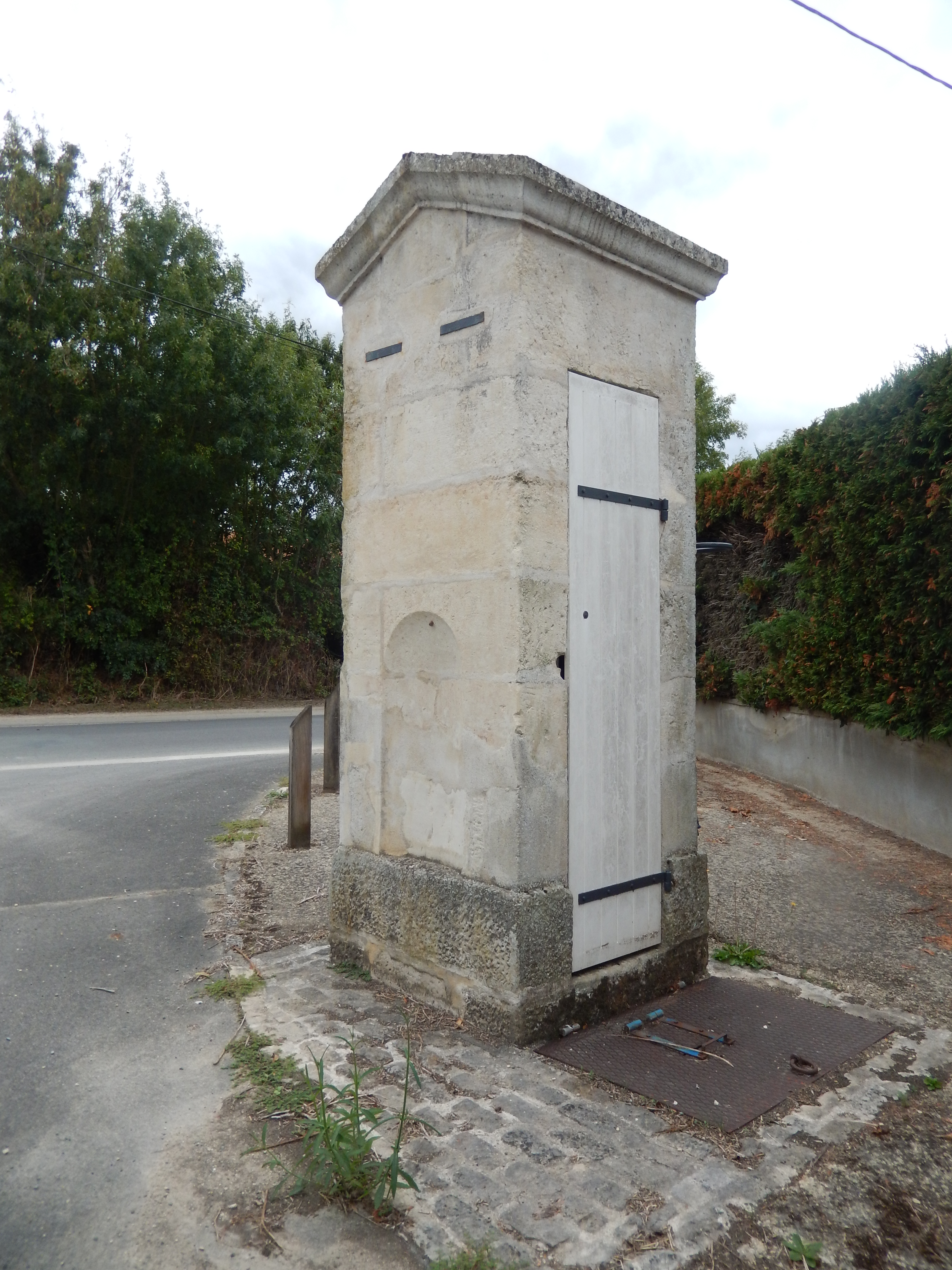
Le puits de la route des Sanguinières.

### Personnalités liées à la commune

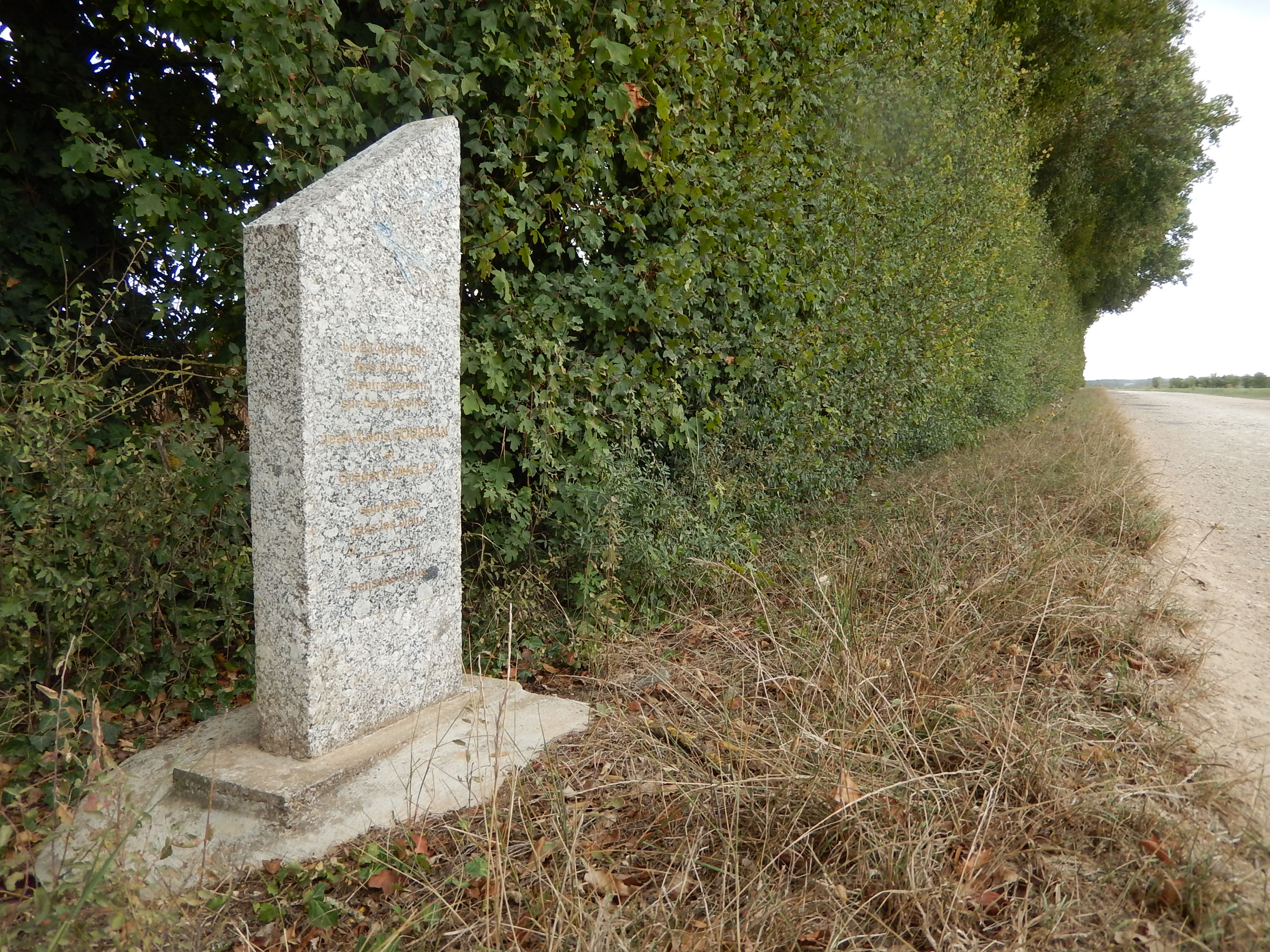
La stèle à Jean-Louis Fourdan et Grégory Jaillet.

- Joseph-Charles Lefèbvre, Cardinal-archevêque de Bourges (né à Tourcoing en 1892 et décédé à Bourges en 1973), il y vécut ses années de jeunesse et d'adolescence. Sa famille s'était installée à Fors pour y exploiter une distillerie[réf. nécessaire].

### Héraldique
| Blason de Fors | Blason  | D'azur au chevron d'or accompagné de trois besants, celui de la pointe soutenu d'un croissant, le tout du même. |
| Blason de Fors | Détails | Le statut officiel du blason reste à déterminer.                                                                |